# Peltoboykinia tellimoides
Peltoboykinia tellimoides är en stenbräckeväxtart som först beskrevs av Carl Maximowicz, och fick sitt nu gällande namn av Hiroshi Hara. Peltoboykinia tellimoides ingår i släktet Peltoboykinia och familjen stenbräckeväxter. Inga underarter finns listade i Catalogue of Life.